# Timothy Shuttleworth
Timothy Shuttleworth (24 aprile 1997) è un nuotatore britannico, vincitore di una medaglia di bronzo ai Campionati mondiali di nuoto 2017 nella 5 km maschili.

## Palmarès
- Mondiali

Budapest 2017: bronzo nella 5 km.